# Časy
Časy (en allemand : Tschas) est une commune du district et de la région de Pardubice, en République tchèque. Sa population s'élevait à 230 habitants en 2024.

## Géographie
Časy se trouve à 14 km au nord-est de Pardubice, à 17 km au sud-est de Hradec Králové et à 105 km à l'est de Prague.
La commune est limitée par Choteč au nord, par Dolní Ředice au nord et à l'est, par Dašice au sud, et par Sezemice au sud-ouest et à l'ouest.

## Histoire
La première mention écrite du village date de 1494. Une partie au moins du village appartenait au monastère cistercien de Sezemice. Un monument du village est une croix et un clocher du milieu du XVIIIe siècle. La commune est devenue indépendante en 1990.

## Galerie

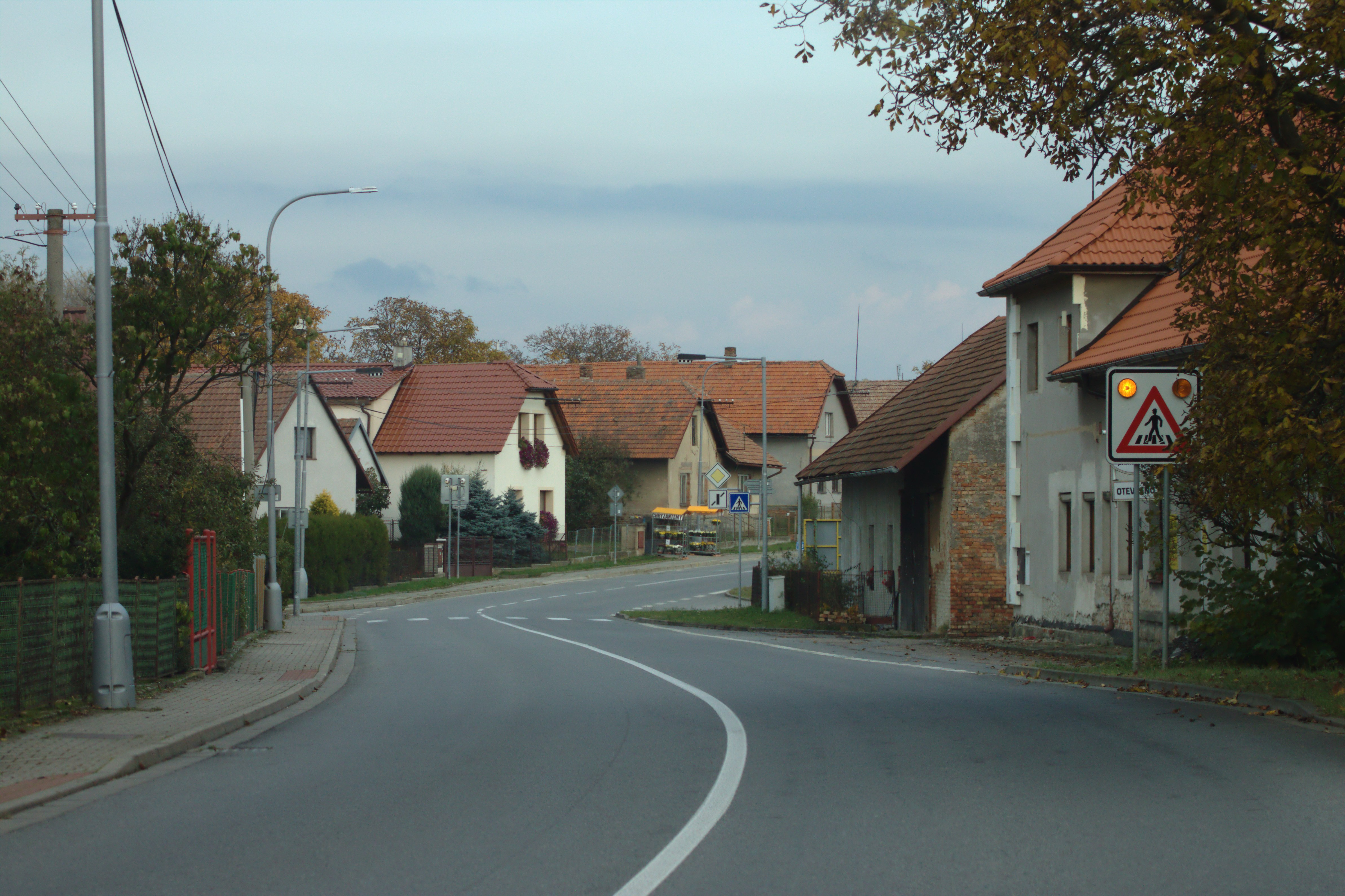
Časy : rue principale.
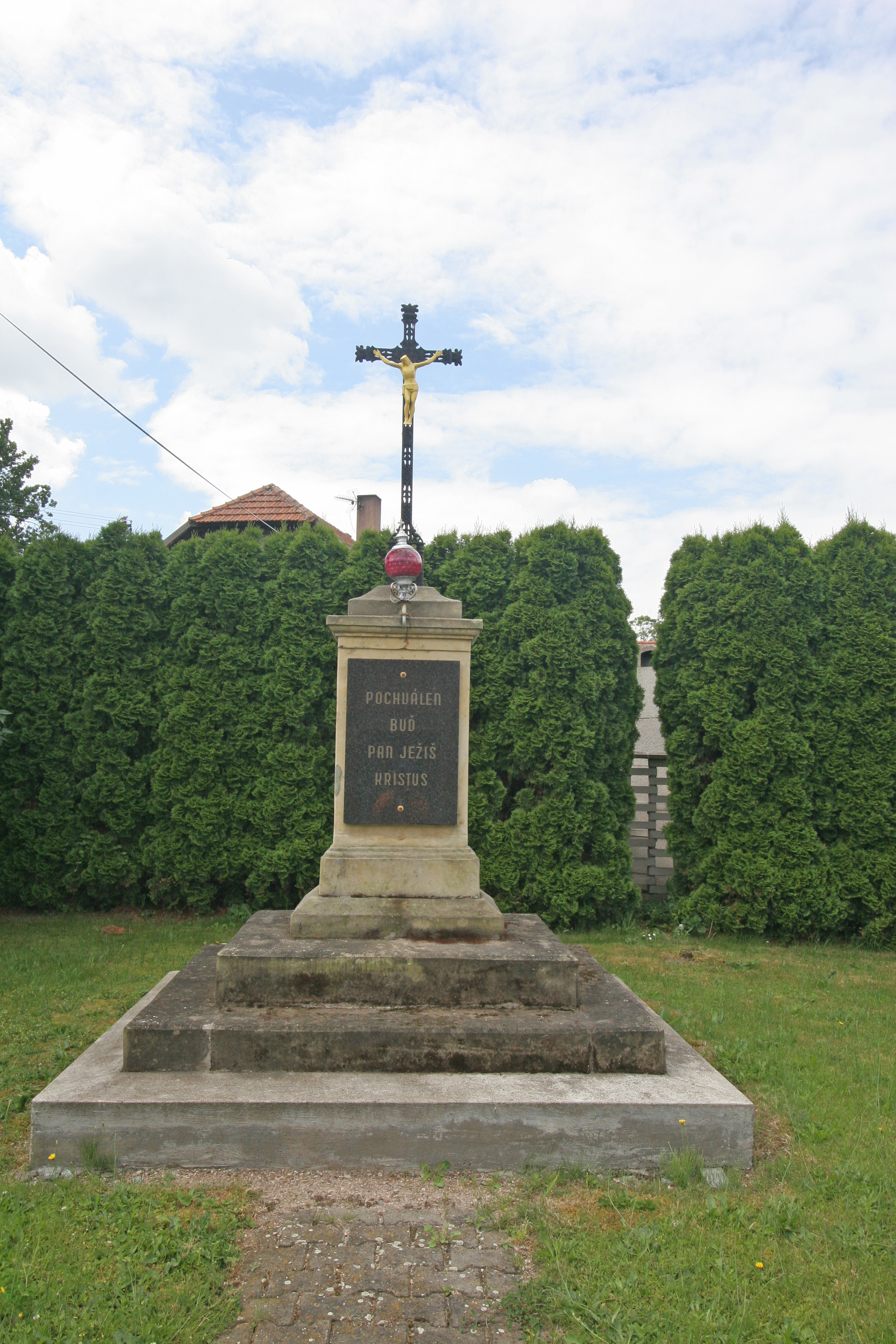
Croix.
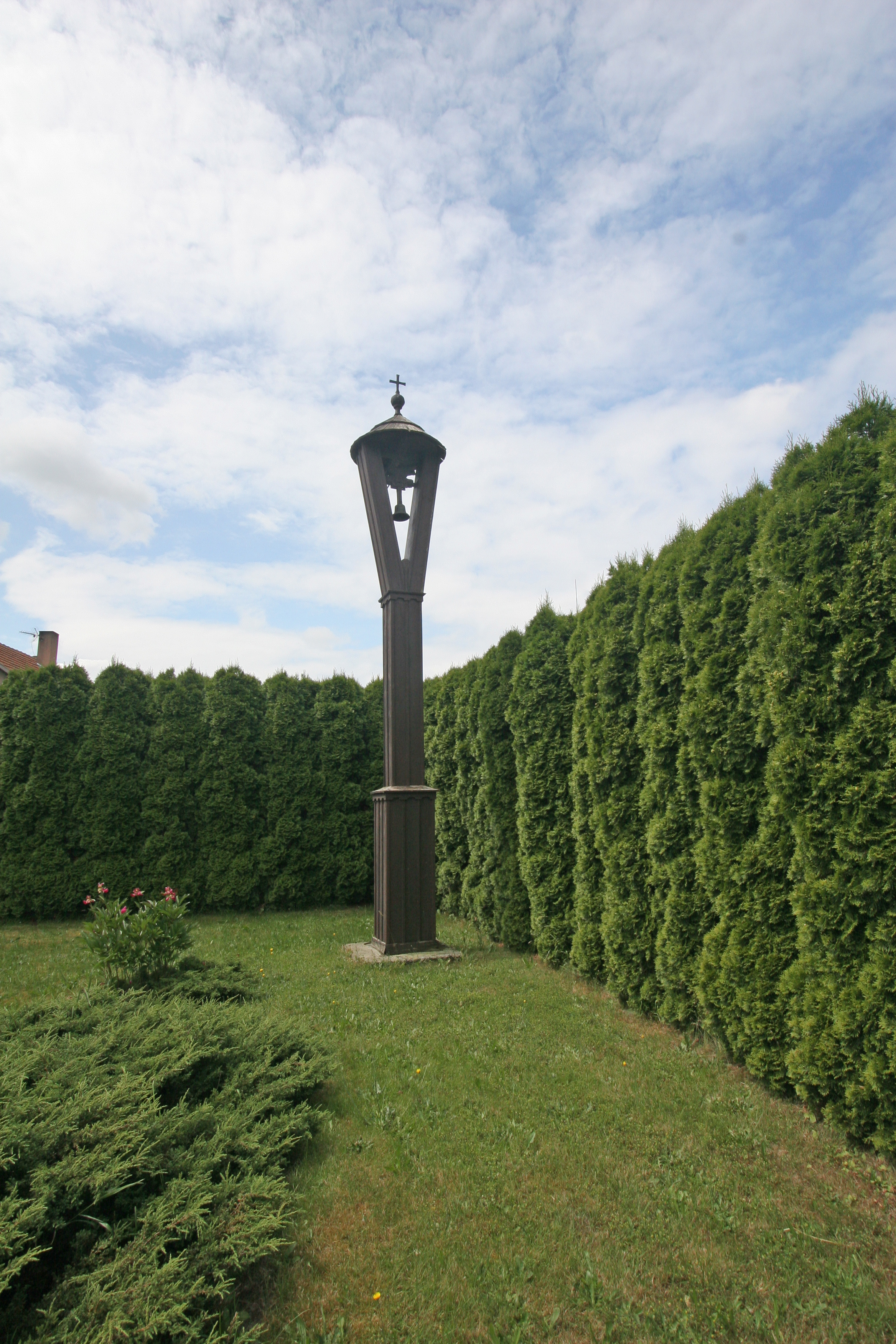
Cloche.

## Transports
Par la route, Časy se trouve à 10 km de Pardubice, à 21 km de Hradec Králové et à 125 km de Prague. La commune est desservie par l'autoroute D35 ( 144), qui traverse son territoire du nord au sud.